# Liar Game - The Final Stage
Liar Game - The Final Stage ( ライアーゲーム ザ・ファイナルステージ Raiā Gēmu: Za Fainaru Sutēji) è un film del 2010 diretto da Hiroaki Matsuyama.
La pellicola continua la vicenda raccontata nelle due stagioni del dorama trasmesso da Fuji TV col titolo di Liar Game. Anche il film, così come la serie TV, ha i due stessi protagonisti, Erika Toda e Shōta Matsuda.

## Trama
Anche se ormai è in grado di ritirarsi felicemente dal torneo, Nao sceglie invece di collaborare ancora una volta con Shinichi; assieme ad altri nove giocatori entrano dunque nella fase finale del "Liar Game". Al vincitore sarà assegnato come premio un assegno miliardario.
Tutti i contendenti vengono anche informati che, se riuscissero ad operare in armonia tra loro, potrebbero anche diventare tutti vincitori; tuttavia le probabilità di vincita di ognuno sono presto minacciate da un misterioso giocatore conosciuto come "X". Questi trama per sabotare la fiducia l'uno dell'altro.